# Голосківська сільська рада (Коломийський район)
| Голосківська сільська рада — орган місцевого самоврядування у Коломийському районі Івано-Франківської області з адміністративним центром у с. Голосків. Історична дата утворення: в 1939 році. Водоймища на території, підпорядкованій даній раді: річки: Кошелівка, Сербин. Сільській раді підпорядковані населені пункти: - с. Голосків — населення — 1 373 особи; площа — 7,69 км² |

## Склад ради
Рада складається з 16 депутатів та голови.

### Керівний склад ради
| ПІБ                             | Основні відомості                                                                             | Дата обрання | Дата звільнення |
| ------------------------------- | --------------------------------------------------------------------------------------------- | ------------ | --------------- |
| Данищук Михайло Васильович      | Сільський голова, 1954 року народження, освіта, член Всеукраїнського об'єднання «Батьківщина» | 26.03.2006   | 01.11.2007      |
| Левицький Ярослав Володимирович | Сільський голова, 1972 року народження, освіта, безпартійний                                  | 16.03.2008   | 31.10.2010      |
| Левицький Ярослав Володимирович | Сільський голова, 1972 року народження, освіта вища, безпартійний                             | 31.10.2010   |                 |

Примітка: таблиця складена за даними джерела